# فيليكس ماريا زولواغا
فيليكس ماريا زولواغا (بالإسبانية: Félix María Zuloaga) (و. 1813 – 1898 م) هو سياسي من المكسيك .